# 卢莱
卢莱（法語：Loulay，法語發音：[lulɛ]）是法国滨海夏朗德省的一个市镇，位于该省北部偏东，属于圣让当热利区。

## 地理
卢莱（46°2'49"N, 0°30'44"W）面积7.3 平方千米，位于法国新阿基坦大区滨海夏朗德省，该省份为法国西部滨海省份，北起旺代省，西临大西洋，南至吉倫特省，东南接多爾多涅省，东北接德塞夫勒省接壤，东临夏朗德省。
与卢莱接壤的市镇（或旧市镇、城区）包括：昂特藏-拉沙佩勒、拉雅里欧杜安、洛宰、韦尔涅、埃苏韦尔。
卢莱的时区为UTC+01:00、UTC+02:00（夏令时）。

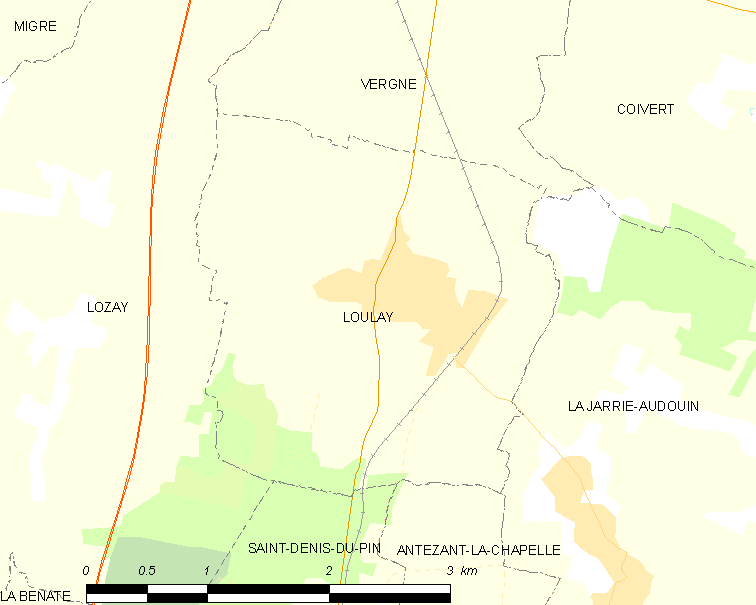
卢莱的OSM定位图

## 行政
卢莱的邮政编码为17330，INSEE市镇编码为17211。

## 政治
卢莱所属的省级选区为圣让当热利县。

## 交通
滨海夏朗德省省道D107线、D150线和D210线在境内交汇。
卢莱站停靠尼奥尔—桑特一线的列车。

## 人口

1962-2008年间卢莱人口变化图示

卢莱于2022年1月1日时的人口数量为761人。